# Tom Bloemers
Johan Hendrik Frederik (Tom) Bloemers ('s-Gravenhage, 31 december 1940) is een Nederlands emeritus-hoogleraar in de archeologie.
Bloemers werd geboren als zoon van Johan Hein Frederik Bloemers (1909-1970) en Emma Hulda Margarethe Miehlke (1901-1996). Zijn oudoom was Henri Bloemers, burgemeester van onder meer Groningen en Arnhem. Zijn familie had Achterhoekse wortels en verbleef ook regelmatig op de Achterhoekse bezittingen.
Na een carrière als onder meer provinciaal archeoloog van de Nederlandse provincie Limburg, verbonden aan de Rijksdienst voor het Oudheidkundig Bodemonderzoek (1967-1982) werd hij, na een promotie in de jaren zeventig, in 1982 hoogleraar in de culturele prehistorie en provinciaal-romeinse archeologie aan de Universiteit van Amsterdam. Die leeropdracht werd in 2001 gewijzigd in Archeologische monumentenzorg, landschap en erfgoed. In 2005 ging hij met emeritaat. Daarnaast leidde hij het NWO-programma Bodemarchief in Behoud en Ontwikkeling en was hij in 1985 mede-oprichter van de Stichting RAAP, die de basis vormde voor RAAP Archeologisch Adviesbureau. Tot 2011 was hij voorzitter van het stichtingsbestuur.
Bloemers was mede-auteur van het archeologische overzichtswerk Verleden land : archeologische opgravingen in Nederland, samen met Leendert Louwe Kooijmans en Herbert Sarfatij.
- Gemeinsame Normdatei: 172005795
- International Standard Name Identifier: 0000 0001 1029 2850
- Library of Congress Control Number: n79030137
- NARCIS: PRS1234775
- Nationale Bibliotheek van Tsjechië: mzk2010570057
- Nationale Bibliotheek van Israël: 987007458962905171
- Nederlandse Thesaurus van Auteursnamen: 068336950
- Système universitaire de documentation: 069493200
- Virtual International Authority File: 71839743
- WorldCat: E39PBJyhghT93XHvRKwCWD9MT3